# Sergio Iannuccilli
Sergio Iannuccilli (Moiano, 31 agosto 1944) è un politico e giornalista italiano.

## Biografia
È stato eletto deputato alle elezioni del 2001 nella XIV legislatura nelle file di Forza Italia.